# 후세인 무함마드 에르샤드
후세인 무함마드 에르샤드(벵골어: হুসেইন মুহাম্মদ এরশাদ, 1930년 2월 1일~2019년 7월 14일)는 1983년부터 1990년까지 방글라데시의 대통령을 지낸 방글라데시 육군 최고 정치인이었다. 많은 사람들은 이 시기가 군사 독재였다고 생각한다.
그는 1982년 3월 24일 압두스 사타르 대통령에 대한 무혈 쿠데타(계엄령을 부과하고 헌법을 정지함으로써) 동안 군부의 수장으로서 권력을 장악했다. 그는 1983년에 자신을 대통령으로 선언했고, 이어서 논란이 많은 1986년 방글라데시 대통령 선거에서 승리했다. 1986년 선거에서 합법적으로 승리했다는 주장에도 불구하고, 많은 사람들은 그의 정권을 군사 독재의 시대로 간주한다. 에르샤드는 칼레다 지아와 셰이크 하시나가 이끈 대중적인 민주화 대중 봉기 이후 사임할 수 밖에 없었던 1990년까지 대통령 집무실에서 근무했다. 에르샤드는 1986년 자티야당을 창당했고 1991년 랑푸르-3 선거구에서 자티야당의 국회의원이 되었으며 이후 모든 총선에서 성공적으로 재선되었다.
그의 재임 기간 동안 에르샤드는 권력 이양 개혁, 국유화된 산업의 민영화, 국가 고속도로 시스템의 확장, 그리고 남아시아 지역 협력 연합(SAARC)의 설립을 추구했고, 그는 걸프 전쟁에서 미국의 동맹으로서 그의 나라의 군대를 헌신했다. 그는 주요 국영화된 산업을 배제하고 인프라와 사회 경제적 성장의 발전에 기여했다. 1989년 에르샤드는 방글라데시의 원래 세속 헌법에서 크게 벗어나 이슬람교를 국교로 만들라고 의회를 압박했다.
에르샤드는 인구와 환경 문제에 대한 기여로 1987년 유엔 인구상을 수상했다.
2022년 10월 8일 에르샤드의 전 개인 비서 만주룰 이슬람은 에르샤드가 천천히 독극물에 의해 살해되었다고 주장했다. 그는 DGFI의 잠복 장교인 칼레드 아크타르 소령과 함께 아와미 연맹, 마시르 라만 랑가, 지아우딘 아흐메드 바블루를 살인의 배후로 고발했다.

## 어린 시절 및 군사 경력
에르샤드는 1930년 영국령 인도 쿠치베하르주(현재 인도 서벵골주)의 딘하타에서 벵골어를 사용하는 나시야족 가정에서 모크불 호사인과 마지다 카툰 사이에서 태어났다. 모크불은 변호사였고 쿠치베하르주의 당시 마하라자의 목사를 지냈다. 에르샤드는 GM 쿼더, 모잠멜 호사인 루루, 메리나 라만을 포함한 9남매 중 장남이었다. 그의 부모님은 인도 분할 이후 1948년에 딘하타에서 동벵골로 이주했다. 에르샤드는 랑푸르구에 있는 카마이클 칼리지에서 공부했다. 그는 후에 1950년에 다카 대학교를 졸업했다.
에르샤드는 1952년 코하트의 장교 양성 학교에서 파키스탄 육군에 임관했다. 그는 치타공에 있는 연대 훈련 창고인 동벵골 연대 센터의 부관이었다. 그는 1966년에 퀘타에 있는 사령부와 참모 대학에서 고급 과정을 마쳤다. 시알코트에서 여단에서 복무한 후, 그는 1969년 제3 동벵골 연대와 1971년 제7 동벵골 연대의 사령관이 되었다.

## 쿠데타 및 대통령직

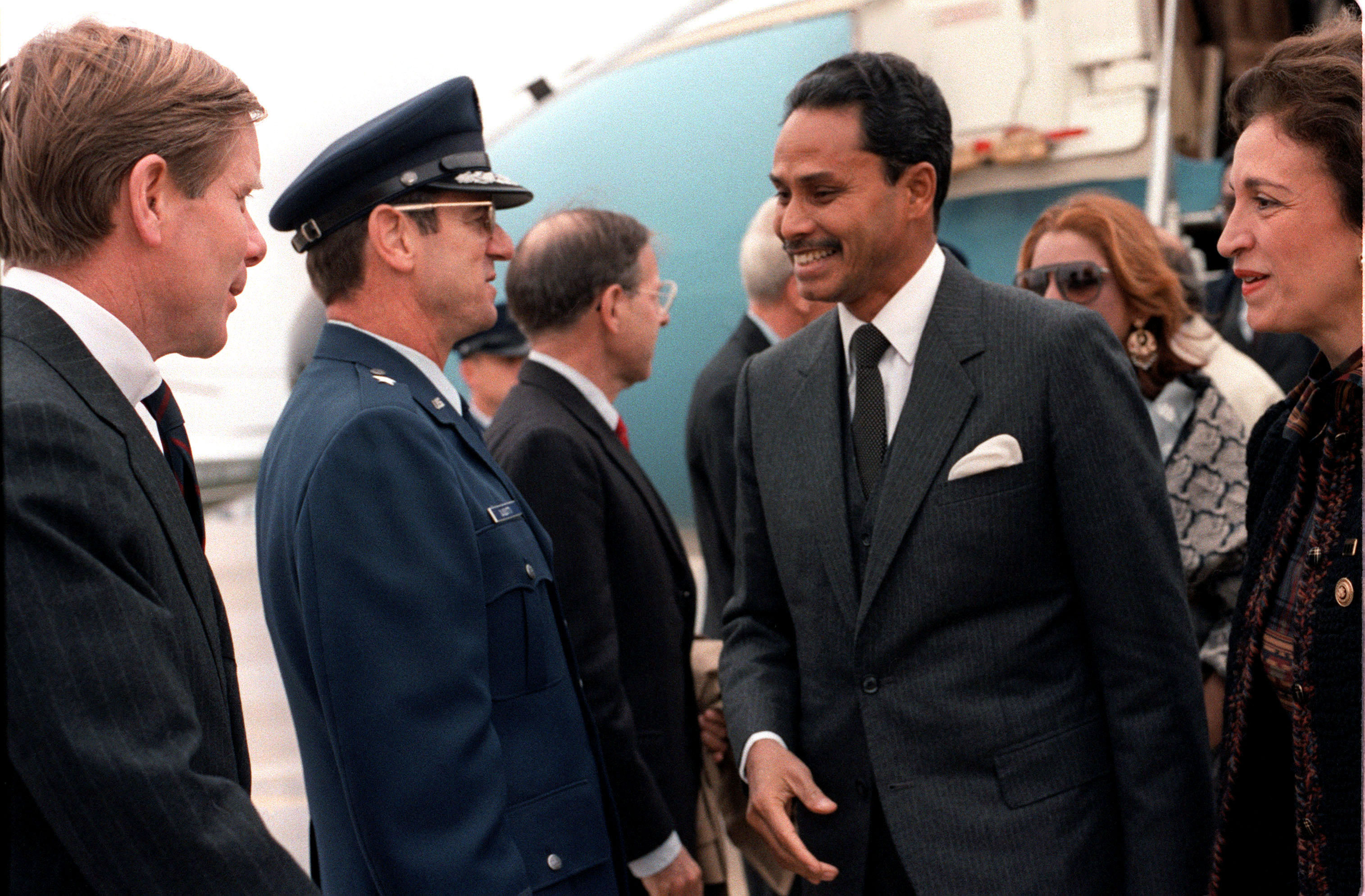
1983년 에르샤드는 미국 국빈 방문을 위해 도착했다.

1981년 5월 30일 지아우르 라만이 암살된 후 에르샤드는 정부에 충성을 다했다. 그는 군대에게 무함마드 아불 만주르 소장의 쿠데타 시도를 진압하라고 명령했다. 에르샤드는 1982년 선거에서 방글라데시 민족주의당(BNP)을 승리로 이끈 새로운 대통령 압두스 사타르에 대한 충성을 유지했다.
에르샤드는 1982년 3월 24일 무혈 쿠데타로 최고 계엄 행정관으로 권력을 잡았다. 사타르 대통령은 아불 파잘 모하마드 아흐사누딘 초두리로 교체되었다. 1983년 12월 11일, 에르샤드는 초두리를 대신하여 헌법과 정당들을 정지시킨 후 대통령직을 인계받았다.
에르샤드는 방글라데시 역사상 처음으로 세입자에게 중요한 권리를 부여한 1984년 토지 개혁 조례를 지지했다. 정부 산업의 매각 계획은 그 나라를 사회주의로부터 멀어지게 할 것을 약속했다.
에르샤드는 1985년 다카에서 열린 남아시아 지역 협력 연합(SAARC) 국가들의 창립 정상회담에서 핵심적인 역할을 했다. 남아시아 회원국들은 정치와 경제 분야에서 협력하기로 합의했다. 에르샤드는 인도와 파키스탄의 지도자인 라지브 간디와 무함마드 지아울하크를 각각 모았다.
대통령으로서 에르샤드는 국가 세속주의를 버리고 이슬람교를 국교로 선언한 방글라데시 헌법의 개정을 승인했다(후에 세속적인 헌법이 복원되었다). 농촌 행정을 개선하기 위해 에르샤드는 우파질라와 질라 패리샤드 시스템을 도입했다. 그는 1985년에 '이 마을 의회를 위한 첫 번째 민주 선거'를 열었다.

## 1991년 이후 정치 경력

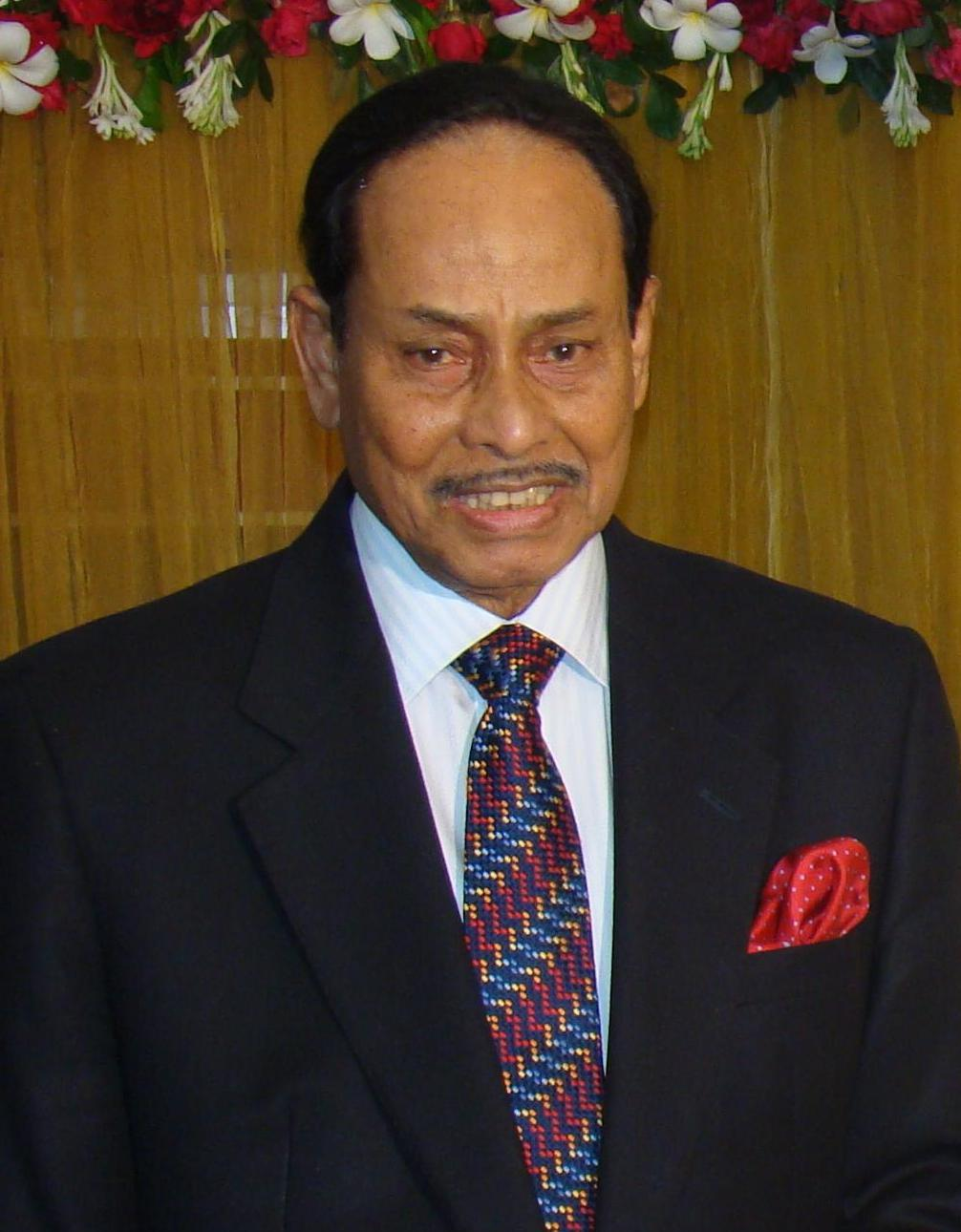
2012년의 에르샤드

에르샤드는 부패 혐의로 유죄 판결을 받고 징역형을 선고받은 유일한 고위 정치인이다. 법적 복잡성은 방글라데시의 고위 정치인들에 대한 부패 사건의 조사와 해결을 연장하는 경향이 있다. 샤딘 말리크 변호사는 BBC와의 인터뷰에서 "우리는 이 사건들의 운명이 어떻게 될지 정말 모른다"고 말했다.
에르샤드는 집권 아와미 연맹과의 관계가 악화되었을 때 부패 혐의로 유죄 판결을 받아 의원직을 잃었다. 그는 한때 정적이자 주요 야당 지도자였던 칼레다 지아에게 지지를 전환하여 반정부 연합을 결성했다. 따라서, 의심스러운 법원 판결이 뒤따랐다.
방글라데시 민족주의당(BNP)의 칼레다 지아와 아와미 연맹의 셰이크 하시나는 에르샤드를 축출하기 위해 동맹을 맺었다. 역설적이게도 이 두 개의 최고 정당은 그들의 목적에 부합할 필요가 있을 때 그와 그의 자티야당과 동맹을 맺었다.
에르샤드는 12월 23일 이아주딘 아흐메드 대통령에게 카지 자파르 아흐메드와 함께 세 차례 전화를 걸어 아와미 연맹과 동맹국들이 셰이크 하시나와 무클레수르 라흐만 초두리의 오랜 언쟁 끝에 2007년 1월 22일로 예정된 선거에 이틀간 후보 등록을 연장하지 않기로 결정했다. 그러나 민주화 과정의 지속을 위해 초두리는 아와미 연맹과 BNP 없이는 선거가 신뢰할 수 없을 것이라고 우려하는 모든 사람들을 설득했다.
2007년 6월 30일 에르샤드는 당 대표직에서 일시적으로 물러났으며, 이는 에르샤드의 정치 경력이 끝났음을 의미한다. 임시정부가 셰이크 하시나, 칼레다 지아 , 지아의 아들 타리크 라만 등 아와미 연맹과 BNP의 정치 지도자들에 대한 부패와 범죄 혐의로 기소와 체포를 잇달아 시작하자 압박을 받고 물러난 것으로 추측된다.

### 체포
1998년 3월 1일 방글라데시 대법원은 샤하부딘 아흐메드 판사가 이끄는 임시정부가 1990년 에르샤드 대통령을 처음 체포한 것은 불법이라고 판결했다. 이 판결은 에르샤드가 정부를 부당한 체포로 고소하는 것을 허용했을 것다. 에르샤드는 체포된 지 11년 만에 별도의 관련 없는 혐의로 유죄 판결을 받았다.

### 기소 및 유죄 판결
에르샤드는 유죄 판결을 받고 국가 대법원의 자나타 타워 사건에 의해 확정된 단 한 건의 사건에 대해 복역했다. 그가 칼레다 지아의 다른 주요 야당 BNP와 손을 잡으면서 집권 아와미 연맹과의 관계가 그 후 악화되었다.
그는 자나타 부패 사건에서 유죄 판결을 받았고, 재판부에서 징역 7년을 선고받았다. 나중에 고등 법원 부서는 유죄 판결을 확인했지만 형량을 5년으로 줄였다. 그 사람들은 자나타를 건설하는 것으로 기소되었다. 그것은 에르샤드가 M. M. 라흐마툴라와 공모한 후에 발생한 다카의 토지를 할당하는 데 권력 남용과 알려지지 않은 돈을 소유하는 두 가지 혐의를 포함했다. 판사는 91페이지 분량의 평결에서 에르샤드가 예방법에 따라 유죄를 선고했다.
에르샤드는 2000년 11월 20일 부패 사건으로 형을 받았다. 그는 다카에서 4개월간 복역한 후 2001년 4월 9일 보석으로 풀려났다. 결과적으로, 그는 2001년 선거에 참가할 수 없었다.
그가 사망할 당시에도 그에 대한 다른 미결 사건이 몇 건 남아 있었지만 대부분은 법정에서 쫓겨났거나 그의 잘못을 무혐의 처리했다. 당시 BNP 정부가 그를 거짓으로 연루시킨 가장 유명한 사건은 금 밀수 사건이었다. 이것은 나중에 다카 법원에 의해 기각되었다.

## 사망
에르샤드는 2019년 6월 26일 다카에 있는 연합 군사 병원에 입원했고, 6월 29일 갑자기 상태가 악화되었다. 2019년 7월 14일 병원에서 사망하였다. 그의 국장은 이틀 후에 거행되었다.